# Lukovica
Lukovica (Duits: Wolfsbüchel, Lokwicz of Lukwicz) is een gemeente in Slovenië. Lukovica is sinds 1995 een zelfstandige gemeente. Daarvoor maakte het deel uit van Domžale. Lukovica telt 5120 inwoners (gemeentetelling 06/2003).

## Plaatsen in de gemeente
Blagovica, Brdo pri Lukovici, Brezovica pri Zlatem Polju, Bršlenovica, Dupeljne, Čeplje, Češnjice, Gabrje pod Špilkom, Golčaj, Gorenje, Gradišče pri Lukovici, Hribi, Imovica, Javorje pri Blagovici, Jelša, Kompolje, Koreno, Korpe, Krajno Brdo, Krašnja, Lipa, Log, Lukovica pri Domžalah (Mala Lašna, Mali Jelnik, Obrše, Podgora pri Zlatem Polju, Podmilj, Podsmrečje, Poljane nad Blagovico, Preserje pri Lukovici, Preserje pri Zlatem Polju, Prevalje, Prevoje pri Šentvidu, Prevoje, Prilesje, Prvine, Rafolče, Selce, Spodnje Koseze, Spodnje Loke, Spodnje Prapreče, Spodnji Petelinjek, Straža, Suša, Šentvid pri Lukovici, Trnjava, Trnovče, Trojane, Učak, V Zideh, Veliki Jelnik, Videm pri Lukovici, Vošce, Vranke, Vrba, Vrh nad Krašnjo, Vrhovlje, Zavrh pri Trojanah, Zgornje Loke, Zgornje Prapreče, Zgornji Petelinjek, Zlatenek, Zlato Polje, Šentožbolt, Žirovše

## Geboren in Lukovica
- Viktor Rudi Avbelj (1914-1993), president van Slovenië

Borovnica · Brezovica · Dobrepolje · Dobrova-Polhov Gradec · Dol pri Ljubljani · Domžale · Grosuplje · Horjul · Ig · Ivančna Gorica · Kamnik · Komenda · Litija · Ljubljana · Log-Dragomer · Logatec · Lukovica · Medvode · Mengeš · Moravče · Škofljica · Šmartno pri Litiji · Trzin · Velike Lašče · Vodice · Vrhnika
1. ↑  "Prebivalstvo po starosti in spolu, občine, Slovenija, polletno". Statistični urad Republike Slovenije. Geraadpleegd op 18 april 2021.